# Club Deportivo del Este
Le Club Deportivo del Este, plus connu sous l'appellation abrégée de Deportivo del Este, est un club panaméen de football basé à Panama et fondé en 2008. Il évolue actuellement en Liga Panameña.

## Histoire

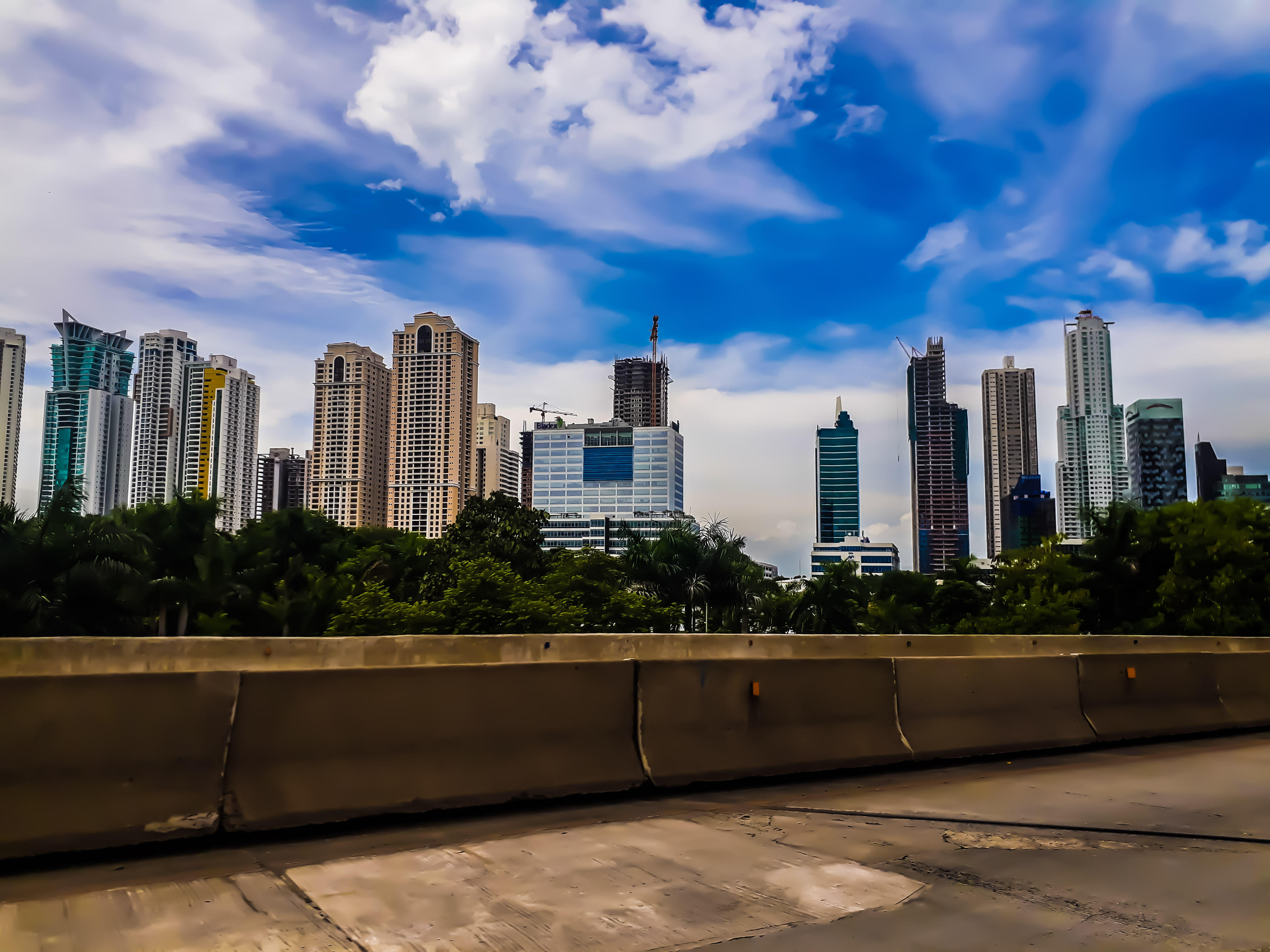
Le quartier de Costa del Este, dans la capitale Panama, où évolue le Deportivo del Este.

Le Costa del Este FC est fondé sous le nom de Santos FC en 2008 par Felipe Borowsky à La Chorrera. Après quatre saisons dans les divisions inférieures, l'équipe remporte la Copa Rommel Fernández, la troisième division au pays. Ce succès permet au club d'atteindre la Liga Nacional de Ascenso (deuxième division) dès le tournoi Apertura 2013.
En 2014, le Santos FC devient le Costa del Este FC et déménage dans la capitale, Panama après le rachat du club. Sous la houlette de nouveaux propriétaires, l'équipe remporte trois tournois en Liga Ascenso, un premier lors de l'Apertura 2016 aux dépens de l'Independiente de La Chorrera, suivi d'un doublé en 2017-2018 avec les deux tournois de la saison, permettant au club d'être promu en Liga Panameña, la première division, pour la première fois de sa jeune histoire. La spirale positive se poursuit lors du tournoi Apertura 2018 où le promu se distingue en atteignant la finale du championnat, s'inclinant 2-1 face au Tauro FC puis sur le même score et contre le même adversaire un an plus tard lors du tournoi Apertura 2019.
Pour la saison 2021, le football panaméen est restructuré. Le Costa del Este FC est renommé en Club Deportivo del Este afin de mieux représenter la majeure partie du secteur est de la ville de Panama et pas seulement le quartier de Costa del Este.

## Palmarès
| Compétitions nationales | Compétitions internationales |
| - Liga Panameña - Vice-champion : Apertura 2019. - Liga de Ascenso (3) - Vainqueur : Apertura 2016, Apertura 2017, Clausura 2018. - Copa Rommel Fernández (es) (1) - Vainqueur : 2012. | - Vierge                     |

## Logos du club

2014-2020
Depuis 2021